# 安东尼奥·佩特科维奇
安东尼奥·佩特科维奇（1986年1月11日—），克罗地亚男子水球运动员。他曾代表克罗地亚国家队参加2016年夏季奥林匹克运动会水球比赛，获得一枚银牌。